# 1316
1316 (MCCCXVI) var ett skottår som började en torsdag i den julianska kalendern.

## Händelser

### Augusti
- 7 augusti – Efter att påvestolen har stått tom i över två år väljs Jacques Duèze till påve och tar namnet Johannes XXII.

### Okänt datum
- Pound sterling blir föremål för en stor inflation, med 100,04 %, och tappar över hälften av sitt värde.[1]
- Hälsingarna och smålänningarna gör uppror mot kung Birger Magnusson.
- Birgitta Birgersdotter gifts bort med Ulf Gudmarsson (Ulvåsaätten).

## Födda
- 2 mars – Robert II, kung av Skottland 1371–1390
- April eller maj – Magnus Eriksson, kung av Sverige 1319–1364 och av Norge 1319–1343
- 14 maj – Karl IV, kung av Böhmen 1346–1378 och tysk-romersk kejsare 1355–1378
- 15 november – Johan I, kung av Frankrike från födseln till sin död, fem dagar senare

## Avlidna
- 5 maj – Elizabeth av Rhuddlan, grevinna av Holland.
- 5 juni – Ludvig X, kung av Frankrike sedan 1314
- 17 augusti – Albrekt I av Anhalt, furste av Anhalt-Zerbst.
- 20 november – Johan I, kung av Frankrike sedan sin födsel fem dagar tidigare

### Fotnoter
1. ↑  Measuring worth.com